# 徳久昭彦
徳久 昭彦（とくひさ あきひこ、1962年8月21日 - ）は、日本の実業家である。博報堂DYホールディングス執行役員。博報堂DYホールディングスグループのデジタル・アドバタイジング・コンソーシアム株式会社専務取締役執行役員CMO。
アドテクノロジー分野における情報集約と海外テクノロジーベンダー企業との日本国内事業に於けるアライアンスを中心に活動。

## 略歴
- 1985年（昭和60年）
  - 3月 一橋大学社会学部卒業
  - 4月 株式会社東芝入社
- 2000年（平成12年）10月 インフォ・アベニュー株式会社入社
- 2001年（平成13年）5月
  - デジタル・アドバタイジング・コンソーシアム株式会社入社
  - デジタル・アドバタイジング・コンソーシアム株式会社 e-ビジネス本部 システムソリューション部長
- 2002年（平成14年）2月 デジタル・アドバタイジング・コンソーシアム株式会社 執行役員 e-ビジネス本部長
- 2003年（平成15年）12月 株式会社スパイスボックス 取締役
- 2006年（平成18年）2月bデジタル・アドバタイジング・コンソーシアム株式会社 取締役 e-ビジネス本部長
- 2007年（平成19年）12月
  - 株式会社アイメディアドライブ 取締役（非常勤）
  - デジタルカタパルト株式会社 取締役（非常勤）
- 2009年（平成21年）6月 株式会社博報堂アイ・スタジオ 取締役（非常勤）/現任
- 2011年（平成23年）
  - 2月 株式会社プラットフォーム・ワン 代表取締役/現任
  - 6月 株式会社メンバーズ 取締役（社外）/現任
- 2024年（令和6年）4月 株式会社博報堂DYホールディングス常務執行役員[2]

## 出版
- 生き残るための広告技術 進化したインターネット広告「行動ターゲティング」のすべて（単行本 - 2009/10/6）
- 最新版 ネット広告ハンドブック(単行本 - 2011/3/16)

| スタブアイコン | サブスタブ | この項目は、まだ閲覧者の調べものの参照としては役立たない、人物に関連した書きかけの項目です。この項目を加筆・訂正などしてくださる協力者を求めています（P:人物伝/PJ:人物伝）。 |